# 국민의회 (헝가리)
국민의회(헝가리어: Országgyűlés)는 헝가리의 단원제 입법부이다. 199명의 의원으로 구성되며 기본 임기는 4년이다. 총선은 선거구제와 비례대표제를 병용하는데, 각 당은 비례대표를 국회로 보내기 위해 정당 신임 투표에서 최소 5%의 표를 얻어야 한다. 1902년 이래로 부다페스트의 헝가리 국회의사당에서 의회가 열린다. 의원내각제인 헝가리에서 의회가 선출한 총리는 곧 행정수반이 된다.
현재 국회는 2018년 총선에서 선출된 의원들로 구성되어 있으며 현 총리는 피데스 소속의 오르반 빅토르이다.

## 역사
헝가리 국회는 1290년대 중세 헝가리 왕국에 유래를 두는 역사 깊은 기관으로, 신성로마제국과 오스트리아-헝가리 제국 기를 거치면서도 의회 제도는 유지되었다. 1946년 이후 들어선 공산국가 헝가리 인민 공화국에서 큰 힘을 발휘하지 못하다가 1989년 민주화 이후 오늘날의 국가의회로 재정립되었다. 2014년 오르반 빅토르 정부가 의원 정수를 386명에서 199명으로 축소하였다.

## 같이 보기
- 헝가리의 총리